# Погарщина (село)
Погарщина (укр. Погарщина) — село,
Погарщинский сельский совет,
Лохвицкий район,
Полтавская область,
Украина.
Код КОАТУУ — 5322685301. Население по переписи 2001 года составляло 859 человек.
Является административным центром Погарщинского сельского совета, в который, кроме того, входит село
Дибровное.

## Географическое положение
Село Погарщина находится на берегах реки Артополот,
выше по течению на расстоянии в 1,5 км расположено село Дибровное,
ниже по течению на расстоянии в 2 км расположено село Слободка.
На реке несколько запруд.

## История
- 1740 — дата основания.

## Экономика
- Вокруг села много нефтяных и газовых скважин Глинско-Розбышевского месторождения.
- АФ «Свитанок», ЧП.

## Объекты социальной сферы
- Школа.
- Дом культуры.

## Экология
- Ядовитые выделения из некоторых скважин[2].